# Spencer Bivens
Spencer Bivens (Virginia Beach, Virginia, 28 de junio de 1994) es un jugador profesional estadounidense de béisbol que se desempeña en la posición de lanzador en San Francisco Giants, equipo de las Grandes Ligas de Béisbol (MLB).

## Carrera
En 2024, Bivens hizo su debut en la MLB con el equipo San Francisco Giants, donde lleva jugando una temporada.